# Лоуэр-Киханси
Лоуэр-Киханси – действующая гидроэлектростанция в Танзании на реке Киханси, стекающей с гор Удзунгва . Станция расположена в 450 км к юго-западу от Дар-эс-Салаам, в 200 км по дороге от ГЭС Кидату и в 80 км южнее Иринги.
Станция относится к типу деривационных гидроэлектростанций, которые работают за счёт естественного уклона реки. Вместе с тем, на реке была построена дамба высотой 25 и длиной 200 метров. Подземная ГЭС вмещает оборудование по созданию мощности 180 МВт, при установке дополнительных генераторов, мощность станции может возрасти до 300 Мвт. Кроме того, было построено более 5 км различных туннелей и 16 км дорог.
ГЭС Лоуэр-Киханси использует мощность реки при падении на 900 метров за 3 км. Воды реки возвращаются через 6 км вниз по течению. Общая площадь водохранилища составляет 26 га, объём – около 1 млн км³.
На строительство дамбы было потрачено более 36 млн долларов США, еще 9 млн стоили дорожные работы. Строительным подрядчиком выступала компания IMPREGLIO S.p.A, инженерные работы выполняла компания Norplan A/S совместно с Norconsult и IVO International. 

## Экология
Несмотря на свои относительно небольшие размеры, плотина и гидроэлектростанция оказывают существенное влияние на биоразнообразие региона. По мнению IUCN экосистема реки Киханси является одной из 25 систем с глобальным биоразнообразием. Водопад, расположенный на высоте 800 метров, является местом обитания множества эндемиков в растительном и животном мире. В частности, в районе реки Киханси был обнаружен вид лягушек Kihansi Spray Toad, который водится только в водопаде Киханси.
Строительство ГЭС привело к тому, что водопада больше не существует. Вода попадает в серию туннелей электростанции и выходит в 6 км вниз по течению. Таким образом, уничтожено более 90 % естественной среды обитания лягушек Kihansi Spray Toad. В 2007 году правительство Танзании совместно со Всемирным банком запустили проект управления окружающей средой в нижнем течении Киханси (англ. Lower Kihansi Environmental Management Project (LKEMP)). Основной задачей проекта является поиск активных решений по уменьшению влияния ГЭС на окружающую среду.